# Nosa Igiebor
Emmanuel Nosakhare Igiebor (ur. 9 listopada 1990 w Abudży) – nigeryjski piłkarz występujący na pozycji pomocnika w Çaykur Rizesporze.
Pierwszym klubem Igiebora był zespół Sharks FC. Przez dwa i pół roku grał także w Warri Wolves. Od 2009 roku karierę kontynuuje poza granicami Nigerii. Do 2011 roku grał w norweskim Lillestrøm SK, a następnie przeszedł za 850 tysięcy euro do izraelskiego Hapoelu Tel Awiw, gdzie już w debiucie ligowym zanotował trafienie. W sierpniu 2012 roku przeszedł do Realu Betis za kwotę 1,1 mln euro. W 2014 wrócił do Izraela do Maccabi Tel Awiw. 31 stycznia 2016 za 500 tysięcy euro przeszedł do Çaykur Rizesporu.